# Yvonne Adhiambo Owuor
Yvonne Adhiambo Owuor, född 1968 i Nairobi, är en kenyansk författare som skriver på engelska.
Owuor har studerat engelska vid Jomo Kenyatta-universitetet, och har en Master of Arts i tv och video från University of Reading. Hon har arbetat med Zanzibars internationella filmfestival.
År 2003 belönades hon med Cainepriset för sin roman The Weight of Whispers, som publicerades i Binyavanga Wainainas litterära tidskrift Kwani?. Den handlar om en aristokratisk rwandisk flykting i Nairobi efter folkmordet i Rwanda 1994, och publicerades översatt av Clemens Altgård i tidskriften 10TALs stora Kenya-nummer (sommaren 2010), med titeln Viskningarnas vikt.
Hennes roman "Dust" från 2014 utkom på svenska augusti 2024 under titeln Stoft på Celanders förlag; Lund, i översättning av Meta Ottosson.
Owuor har fått ett flertal noveller utgivna i antologier, däribland Dressing the Dirge, The State of Tides och The Knife Grinder’s Tale.